# Husby, Stockholm
Husby är en stadsdel i Västerort inom Stockholms kommun. Den gränsar till Akalla, Kista och Tensta. Husby tillhör Järva stadsdelsområde och ligger i Spånga-Kista församling. Stadsdelen hette Husby gård 1971–1980, men bytte sedan namn till Husby. 
Husby är byggt på norra delen av Järvafältet som fram till 1965 användes av militären som övningsfält. Stadsdelen bildades 1971 ur stadsdelen Järvafältet.

## Historik

### Husby gård

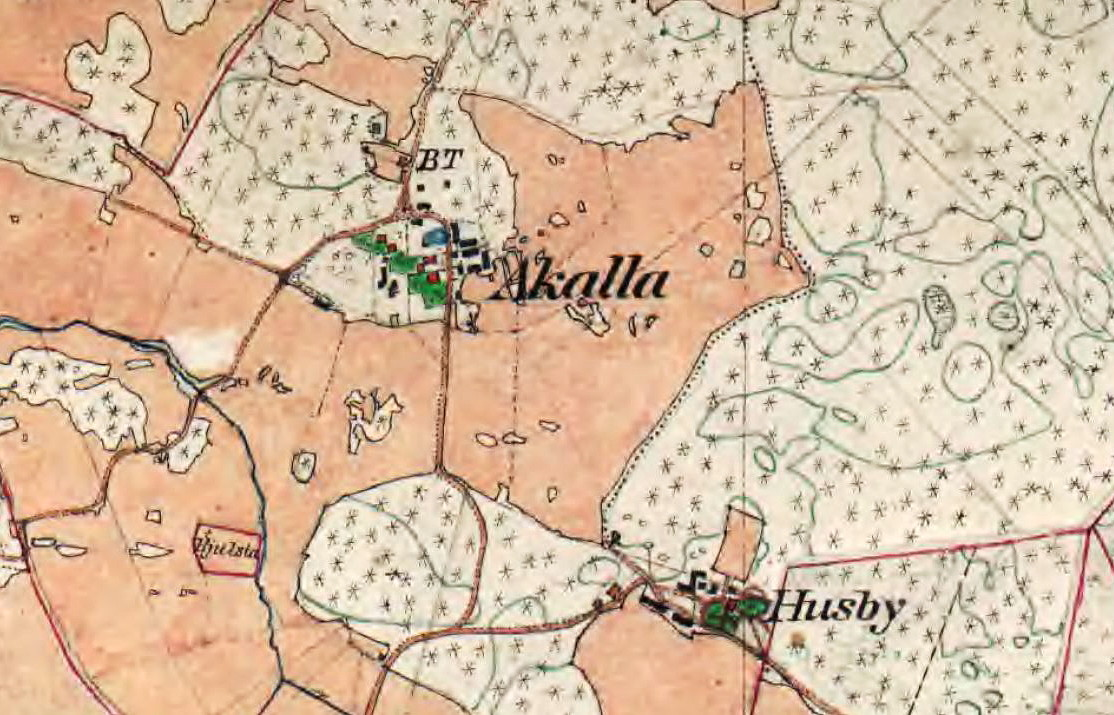
Akalla by och Husby på Häradsekonomiska kartan från 1901-1906.

Husby gård som gett namn åt stadsdelen bildades under 1800-talets första hälft genom sammanslagning av mark från gårdarna Granby gård och Akalla by. Husby var då torp under Akalla. Namnet tyder dock på en mycket äldre historia, då husbyar under vikingatid och medeltid var namnet på de gårdar där konungens tjänsteman bodde. Väster om gården finns också gravfält från järnåldern. Vid en av de äldsta vägarna på Järvafältet finns runstenen Husbystenen och Granbyhällen från 1000-talet samt en oristad bautasten.
Genom riksdagsbeslut 1905 kom staten att disponera hela Järvafältet som övningsområde för militären. Området tillhörde Spånga landskommun fram till 1948 då det inkorporerades i Stockholms stad. Det såldes 1965 till staden.
Jordbruket vid Husby gård lades ned 1959, men gården finns ännu kvar och rustades i samband med att stadsdelen uppfördes på 1970-talet. De äldsta delarna bedöms vara uppförda under tidigt 1800-tal. Huvudbyggnaden kan dokumenteras till 1840-talet, men det är troligt att den är ännu äldre.
Strax söder härom står ladugården som uppfördes på 1880- eller 1890-talet men brann ner 1994 och återuppfördes därefter, dock med en yttre skepnad som avviker något från ursprungsbyggnaden. Här har Husby Konsthall sina utställningslokaler. Från 1800-talets mitt härrör den faluröda stugan, kallad "Lillstugan" öster om gårdsbyggnaden. År 1890 benämns stugan som köksflygel eller brygghus. Under militärtiden (1905-1970) bodde en av arrendatorsbröderna här. Idag fungerar huset som hantverkslokal med privat ateljé. Husby gårds byggnader ingår i Igelbäckens kulturreservat som bildades år 2006.

### Bilder, Husby gård

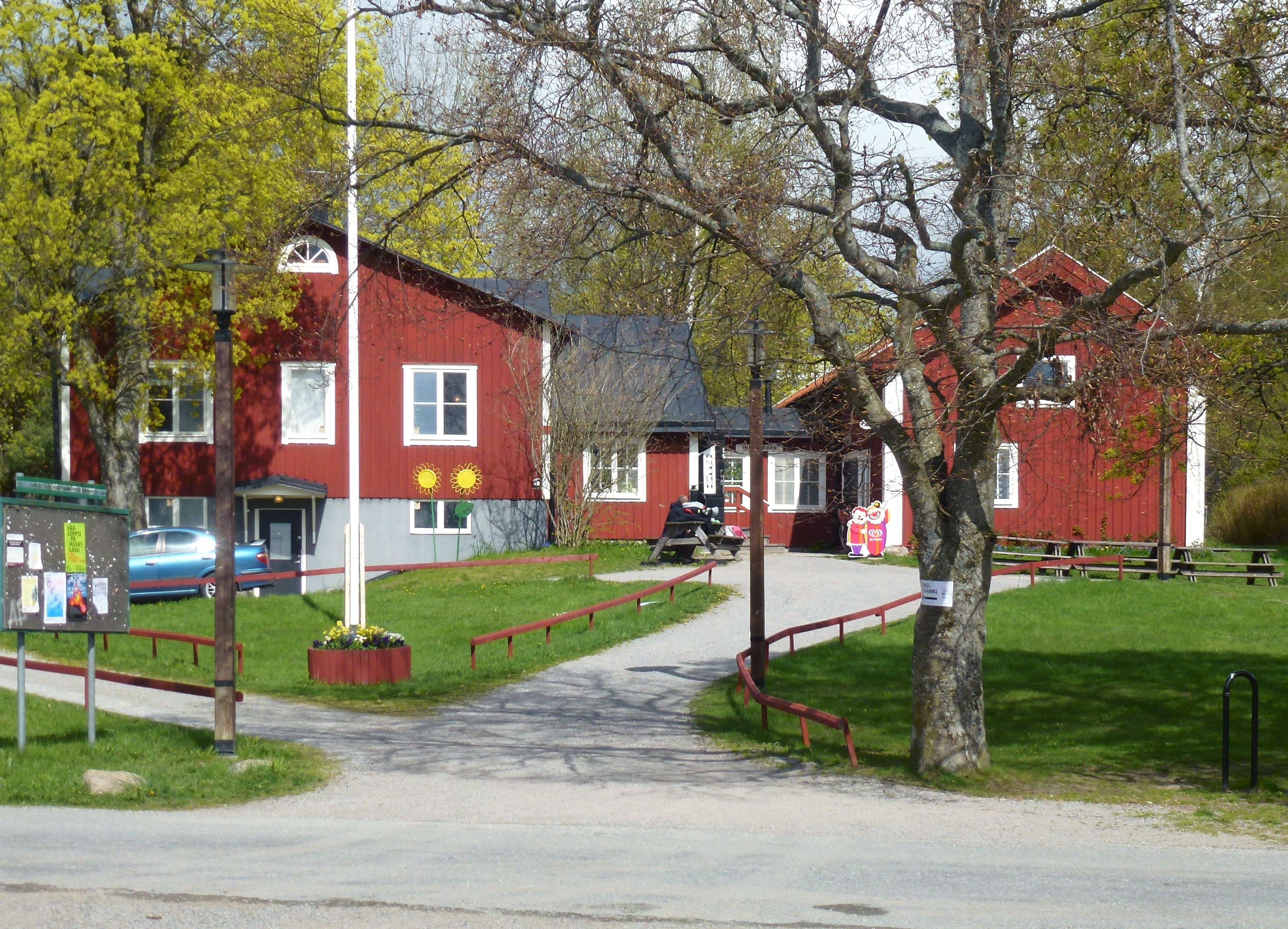
Husby gård
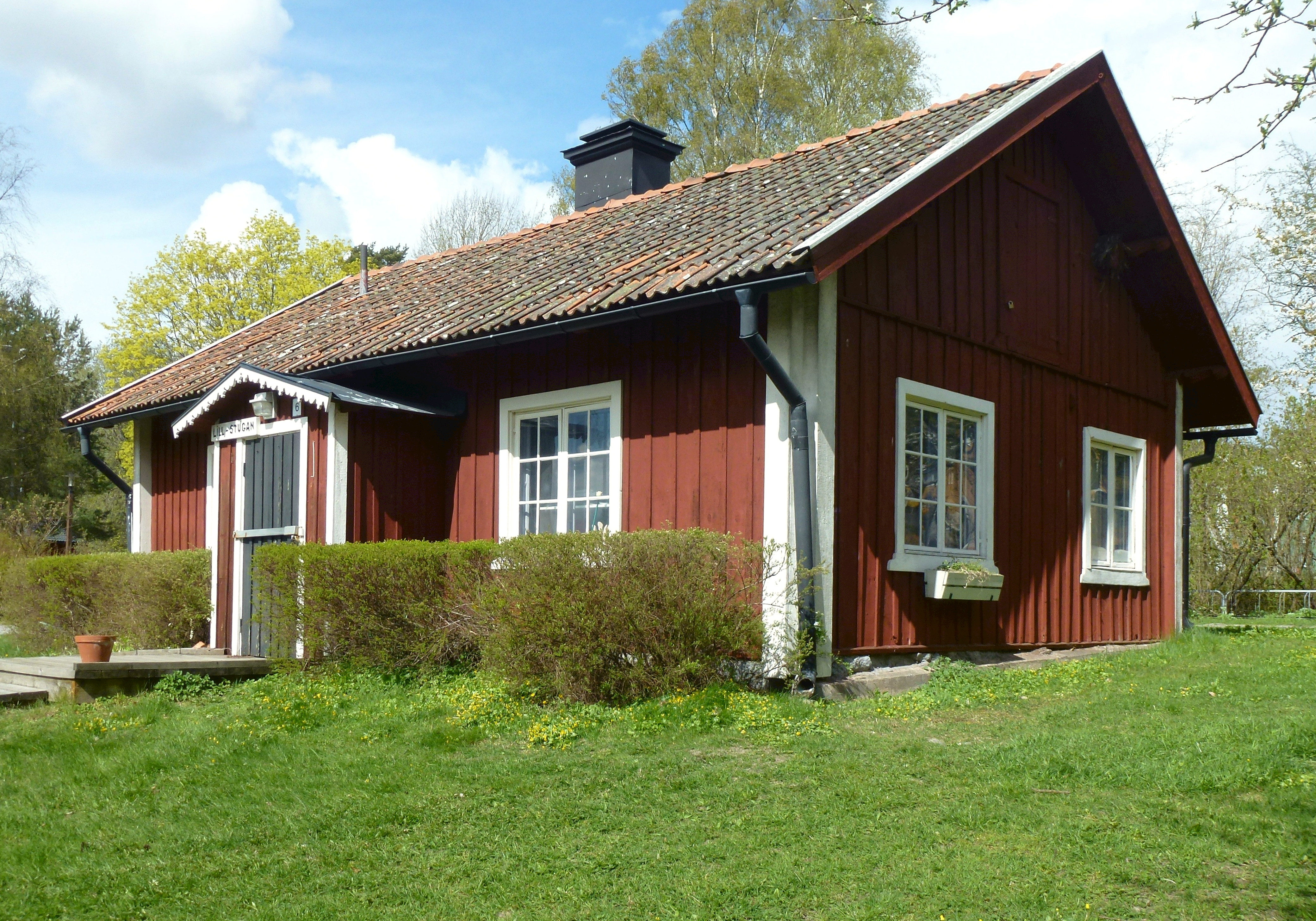
Husby gård, Lillstugan
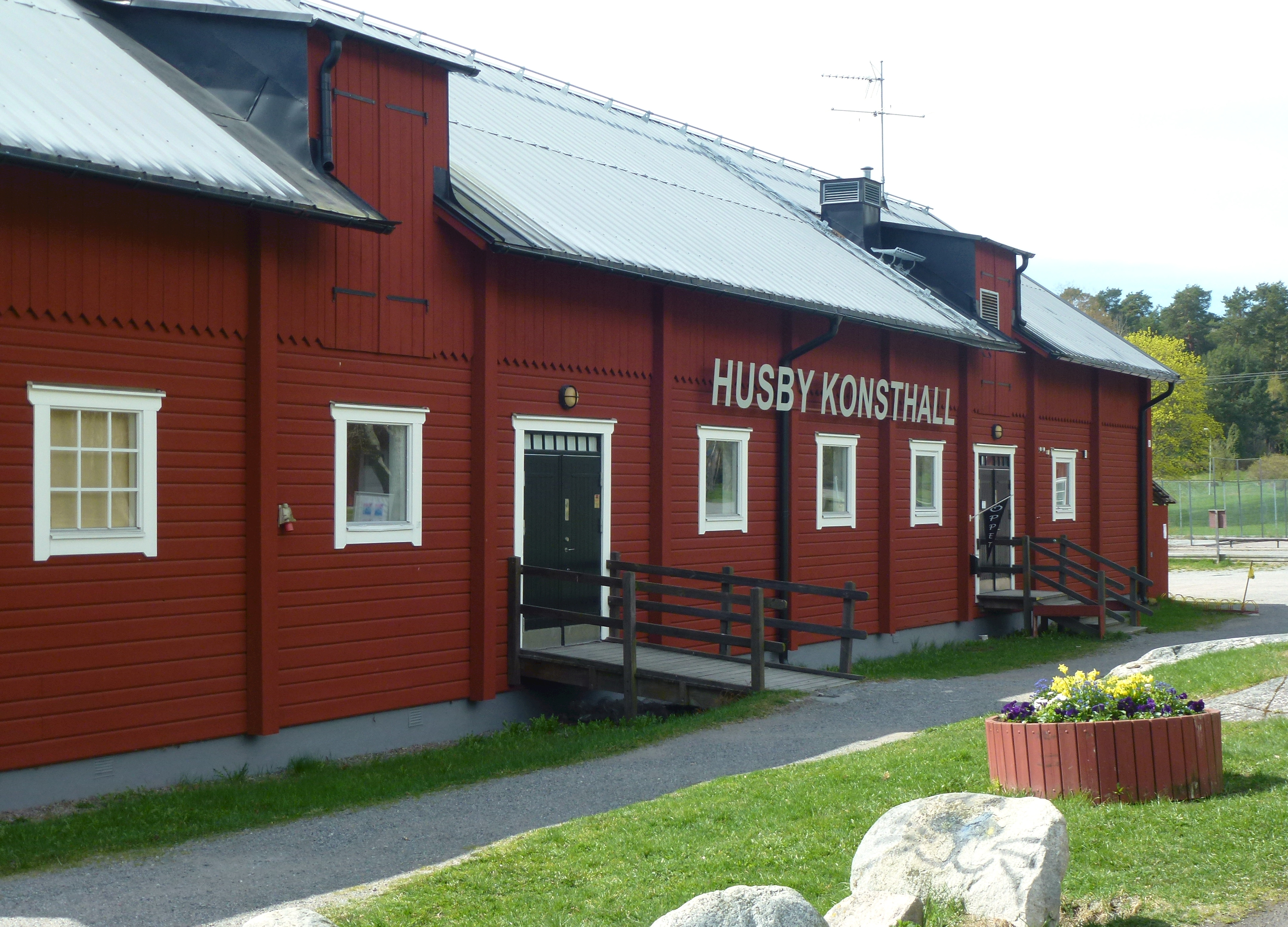
Husby konsthall
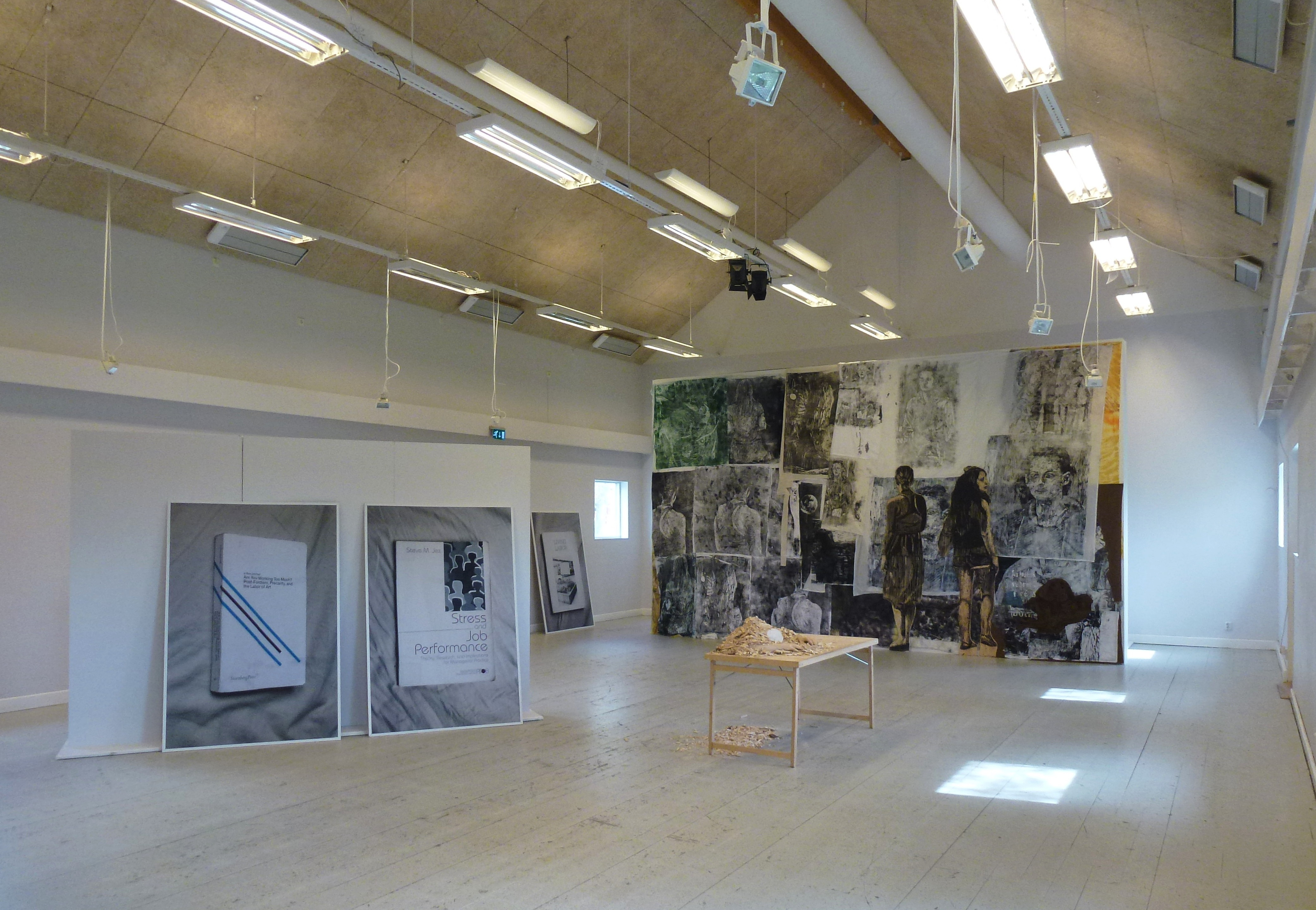
Husby konsthall, interiör

### 1970-talets utbyggnad

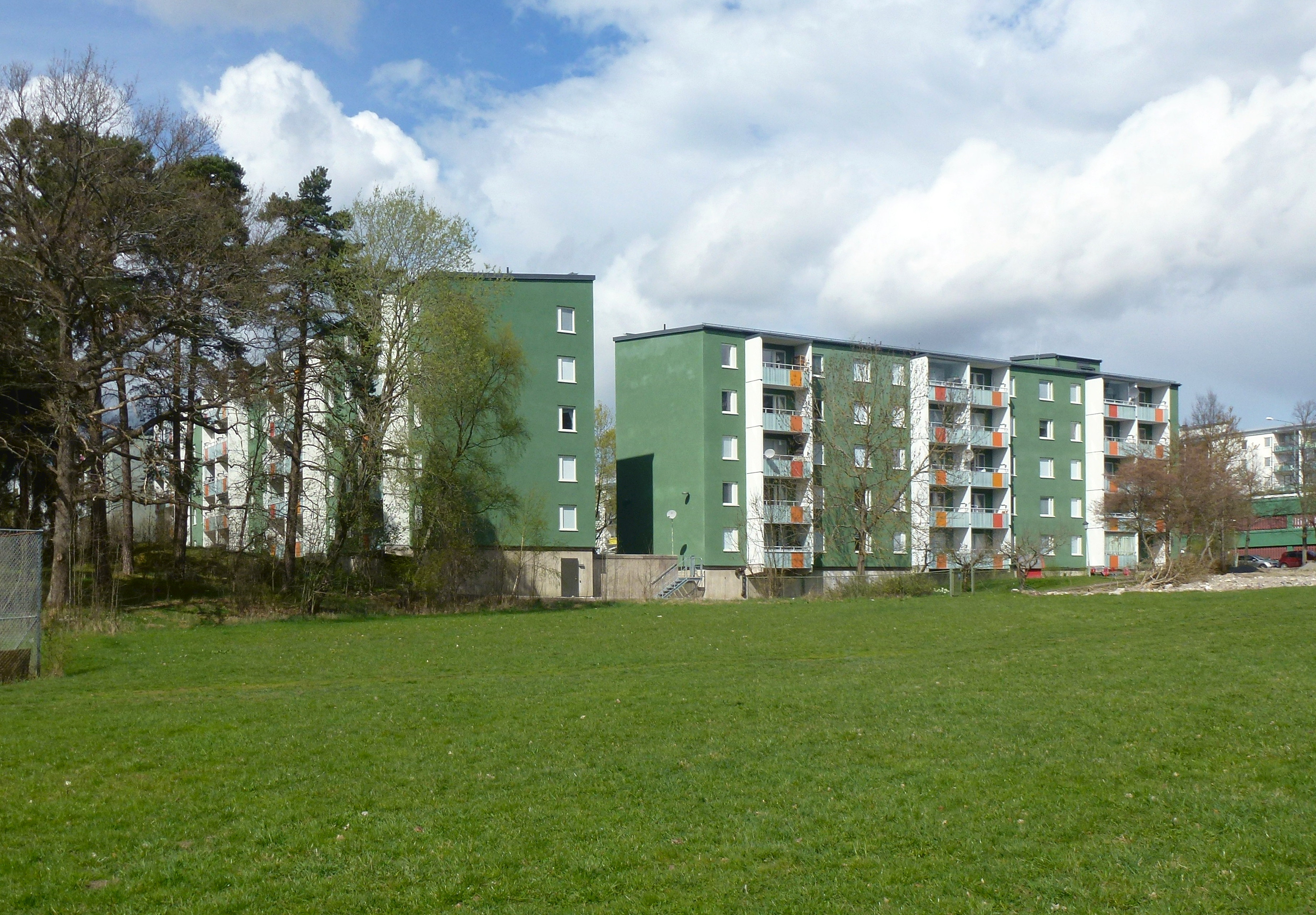
Bostadshus från 1970-talet, renoverade 2015.

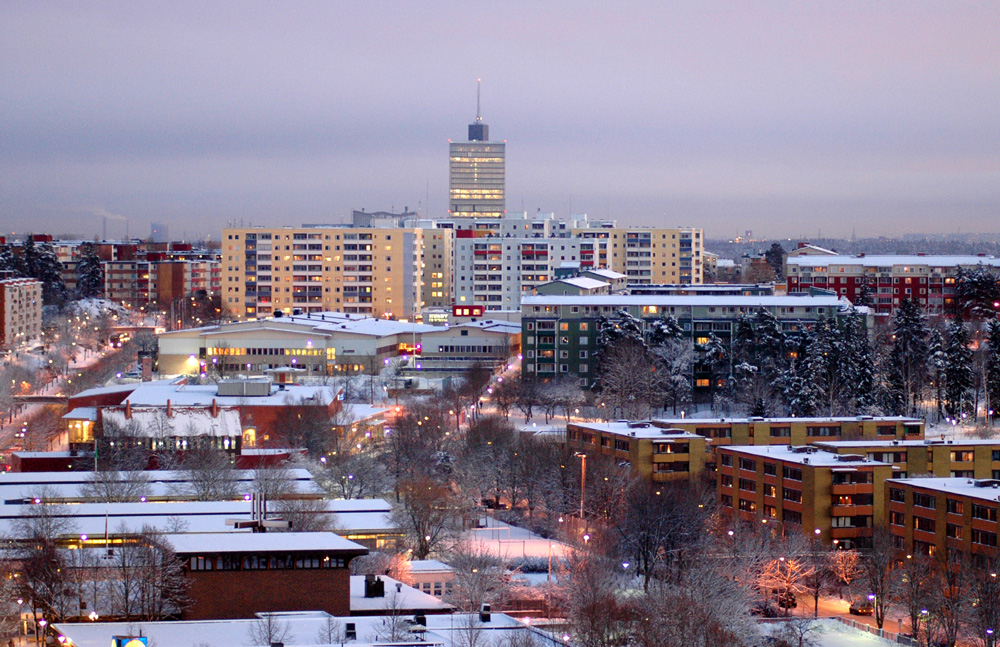
Vy över Akalla, Husby och Kista med Kista Science Tower i bakgrunden.

Utbyggnaden av stadsdelarna i norra Järva, Akalla, Husby och Kista, planerades samtidigt, och en generalplan för dessa lades fram år 1971 och bebyggelsen var en del av miljonprogrammet. Tanken var att de tre stadsdelarna skulle ges något olika utformning, och vid planeringen tog man intryck av den kritik som kommit mot de något tidigare byggda stadsdelarna i södra Järva, Rinkeby och Tensta, där bland annat byggplaneringen brustit i samordning.
Husby byggdes först av de tre stadsdelarna i norra Järva, och utbyggnaden enligt planen genomfördes från 1972 till 1977. Centrumanläggningen ritades av Torgny Gynnerstedt och färdigställdes vid årsskiftet 1975/1976, och tunnelbanestationen stod klar 1977. Inflyttning skedde från 1974. Husby är byggt på en höjdplatå som sluttar svagt i alla väderstreck. Den nedsprängda matargatan Norgegatan skär rakt igenom stadsdelen. Kvarteren och gatorna i området bär namn efter norska orter och personer, som Oslogatan, Trondheimsgatan och Edvard Griegsgången. Trafikplaneringen är konsekvent där bilar och fotgängare skiljs åt i olika nivåer. Flera gångbroar leder fotgängarna över områdets nedsänkta bilgator. För att undvika att spårområden delade bebyggelsen drogs tunnelbanan under mark genom stadsdelen.
I Husby finns bland annat ett äventyrsbad, Husbybadet, en ishall, idrottshall, bibliotek, och delar av Kista stadsdelsförvaltning. Området har två låg- och mellanstadieskolor och en högstadieskola. Där finns även tre matvarubutiker, apotek, en folkhögskola samt ett ålderdomshem. Husbykyrkan, som är en del av Evangeliska Frikyrkan, ritades av Karl Erik Hjalmarson med tydlig inspiration från de uppländskla medeltidskyrkorna. Medan grannstadsdelarna Akalla och Kista även har stora arbetsplatsområden inom stadsdelarna, är Husby i det närmaste en renodlad bostadsstadsdel.
Bebyggelsen i Husby består nästan uteslutande av lägenhetshus byggda inom ramen för miljonprogrammet. Majoriteten av lägenheterna i stadsdelen ägs av Svenska bostäder, Wallenstam och HSB. De lägenheter som ägs av Wallenstam har växlat ägare ett stort antal gånger. Missnöjet med bostadssituationen i stadsdelen ledde i slutet av 1900-talet till protestaktioner i form av en demonstration och fördröjda hyresinbetalningar samt etablerandet av en hyresgästorganisation vid sidan om hyresgästföreningen, Husby unite.[källa behövs] En del av Svenska bostäders lägenhetsbestånd har också omvandlats till bostadsrätter och omvandligen av ytterligare hyresrätter till bostadsrätter är (2008) en het politisk fråga.

## Demografi
Folkmängden uppgår till 11 877 personer år 2019 varav 7 358 (62 %) är utrikes födda och 10 398 personer totalt (87,5 %) har utländsk bakgrund.
|          | 2009  | 2018  | 2023  |
| -------- | ----- | ----- | ----- |
| 0 år     | 200   | 151   | 170   |
| 1-5 år   | 871   | 849   | 767   |
| 6-15 år  | 1 486 | 1 511 | 1 479 |
| 16-19 år | 566   | 661   | 622   |
| 20-24 år | 909   | 861   | 914   |
| 25-64 år | 6 400 | 6 413 | 6 437 |
| 65-79 år | 718   | 1 035 | 1 189 |
| 80-89 år | 199   | 201   | 267   |
| 90 år    | 31    | 37    | 49    |

|                     | Född i utlandet | Inrikes född med två utrikes födda föräldrar | Totalt |
| ------------------- | --------------- | -------------------------------------------- | ------ |
| Norden utom Sverige | 205             | 35                                           | 240    |
| EU utom norden      | 714             | 107                                          | 821    |
| Europa utom EU      | 220             | 46                                           | 266    |
| -                   | -               | -                                            | -      |
| Asien               | 3 494           | 1 276                                        | 4 770  |
| Afrika              | 2 251           | 1 422                                        | 3 673  |
| Sydamerika          | 263             | 97                                           | 360    |
| Samtliga            | 7 237           | 2 996                                        | 10 233 |

## Övrigt
Husby är enligt polisen ett ur brottssynpunkt problemområde över tid som 2015 klassades som särskilt utsatt område.

## Tunnelbanan

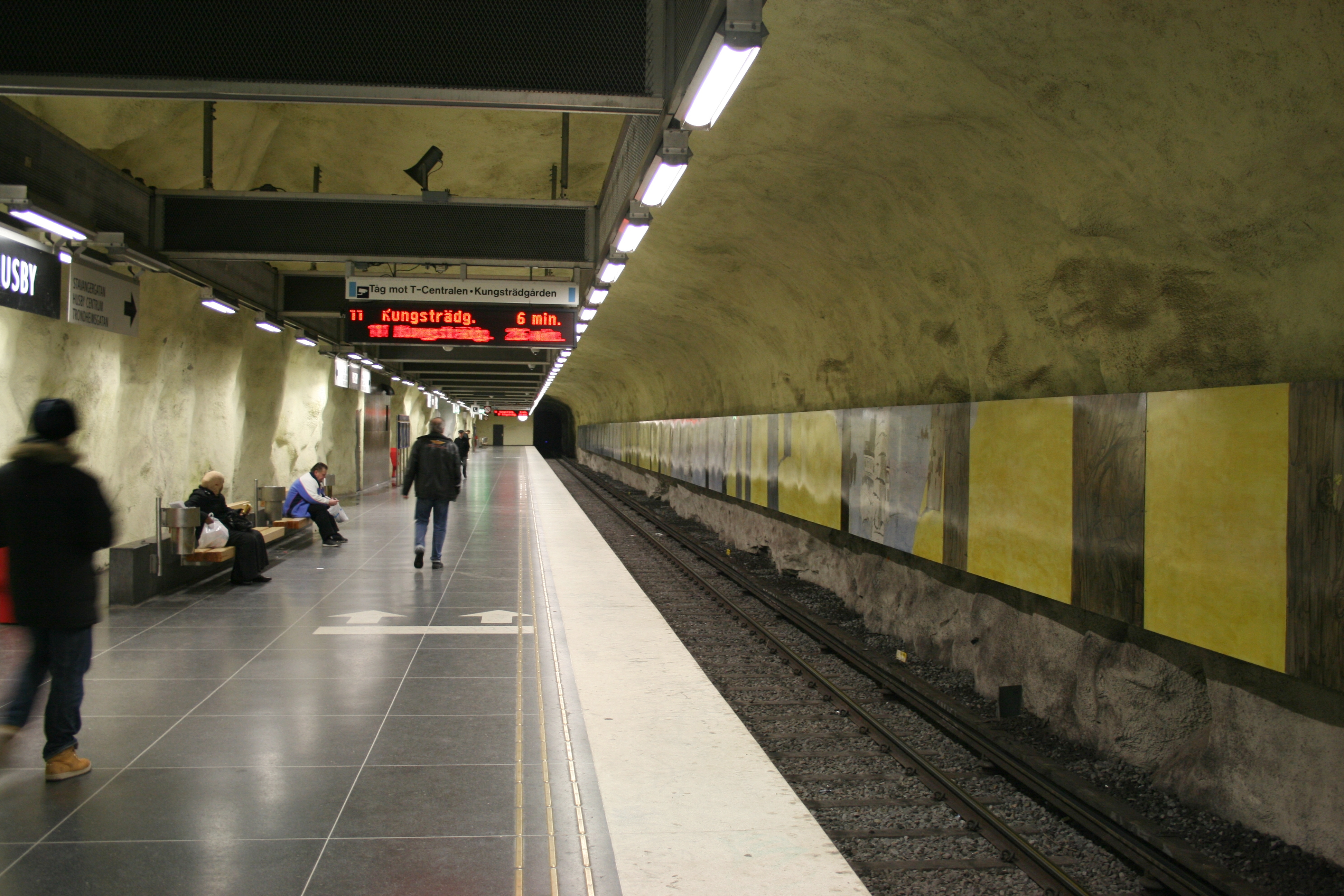
Perrong, Husby tunnelbanestation.

Station Husby trafikeras av T-bana 3 (blå linjen) och ligger mellan stationerna Kista och Akalla. Den ligger i en bergtunnel under Husby centrum. Biljetthallar finns vid Trondheims- samt Bergengatan. Avståndet från stationen Kungsträdgården är femton kilometer.
Stationen i Husby togs i bruk den 5 juni 1977. Den har gula väggar och med motiv av björkstammar och Vaxholmsbåtar av konstnären Birgit Broms.